# قره‌آغاج (صفائیه)
قره‌آغاج، روستایی است از توابع بخش صفاییه و در شهرستان خوی استان آذربایجان غربی ایران.

## جمعیت
این روستا در دهستان سکمن‌آباد قرار داشته و بر اساس سرشماری سال ۱۳۸۵ جمعیت آن ۳۴۷ نفر (۶۱ خانوار)
بوده‌است.

## زبان
زبان اهالی ترکی آذربایجانی و کردی است و شیعه و سنی می‌باشند.